# 涸沼駅

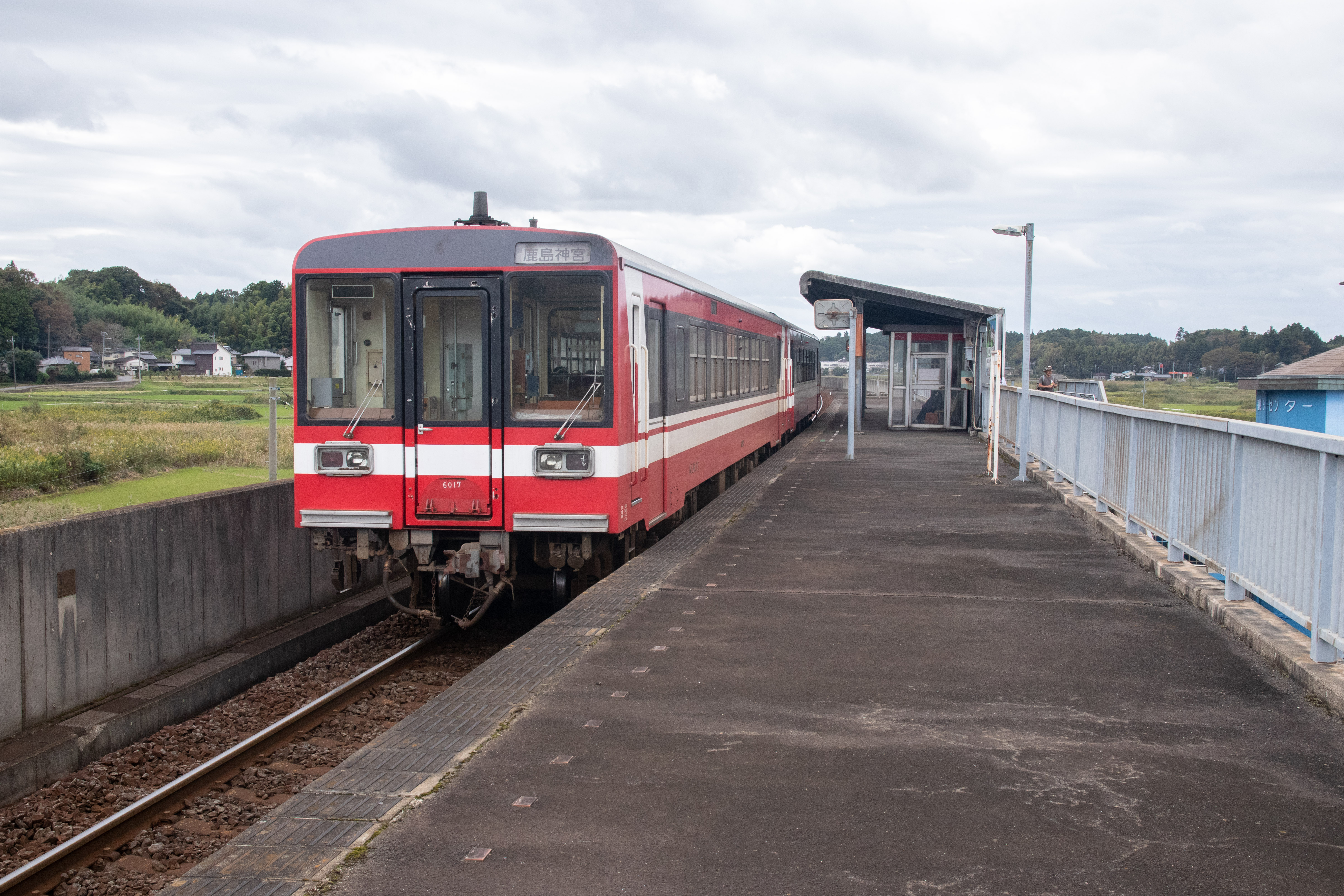
ホーム

涸沼駅（ひぬまえき）は、茨城県鉾田市下太田にある鹿島臨海鉄道大洗鹿島線の駅である。

## 概要
当駅は鉾田市北部に位置し、同市と大洗町の境界付近に位置する。
駅名の通り、ラムサール条約登録の水鳥生息地である涸沼への玄関口として、駅舎には観光センターが併設されている。
他、いこいの村涸沼、茨城町網掛地区の最寄り駅である。

## 歴史
- 1985年（昭和60年）3月14日 - 大洗鹿島線開通時に開設[1]。

## 駅構造
単式ホーム1面1線を有する高架駅。簡易委託駅であり、乗車券は観光センターで販売されている。

### 当駅における運行形態
- 上り（大洗・水戸方面）
  - 日中は概ね1 - 2時間に1本の普通列車（水戸行）が停車する[3]。
- 下り（鹿島旭・新鉾田・鹿島神宮方面）
  - 日中は概ね1-2時間に1本の普通列車（鹿島神宮行）が停車する。朝と夕方と夜間の最終列車には新鉾田行列車も設定されている[3]。

## 利用状況
| 1日乗降人員推移 | 1日乗降人員推移 |
| 年度            | 1日平均人数     |
| --------------- | --------------- |
| 2011年          | 226             |
| 2012年          | 276             |
| 2013年          | 268             |
| 2014年          | 259             |
| 2015年          | 256             |
| 2016年          | 266             |
| 2017年          | 253             |
| 2018年          | 248             |

## 駅周辺
- 涸沼観光センター（併設）
- 涸沼
- 茨城県道114号下太田鉾田線
- 茨城県道16号大洗友部線

## 路線バス
| 乗場                      | 系統                     | 主要経由地                     | 行先   | 運行会社     | 備考       |
| ------------------------- | ------------------------ | ------------------------------ | ------ | ------------ | ---------- |
|                           | じんぐりバスなっちゃん号 | 夏海十文字・原子力機構前・前原 | 大洗駅 | 大洗循環バス | 土休日運休 |
| 松川漁港入口 ・神山十文字 | じんぐりバスなっちゃん号 |                                | 大洗駅 | 大洗循環バス | 土休日運休 |

## 隣の駅
鹿島臨海鉄道
■大洗鹿島線
大洗駅 - 涸沼駅 - 鹿島旭駅